# Onésime horloger
Pour plus de détails, voir Fiche technique et Distribution.
Onésime horloger est un film muet français réalisé par Jean Durand et sorti en 1912.

## Synopsis
Réparateur de pendules dans un commerce qui périclite, Onésime reçoit un courrier par lequel il hériterait de son oncle, mais seulement dans 20 ans. Pour activer le temps, il trafique l'horloge centrale et tout se met à vivre en accéléré : danseurs, voitures, constructions, essayages... Ainsi, 40 jours plus tard, ceux-ci équivalant à 20 ans, il peut se présenter chez le notaire pour toucher son héritage.

## Fiche technique
- Réalisation : Jean Durand
- Scénario : Louis Feuillade
- Production : Roméo Bosetti - Gaumont
- Édition[Quoi ?] : C.C.L
- Opérateur : Paul Castanet
- Décors : Robert-Jules Garnier
- Pays d'origine :  France
- Format : Muet - Noir et blanc - 1,33:1 - 35 mm
- Métrage : 150 m,  pour une durée sortie en D.V.D de 5 min 23 s
- Programmation : 4038[Quoi ?]
- Genre :  comédie
- Date de sortie :
  - France : 1er novembre 1912

## Distribution
- Ernest Bourbon : Onésime
- Raymond Aimos
- Berthe Dagmar : la femme mariée, Une danseuse
- Alphonse Foucher
- Édouard Grisollet : le concierge qui amène le courrier
- Gaston Modot : l'enfant qui grandit très vite, un ouvrier maçon et décorateur, un homme dans le magasin de vêtements
- Mademoiselle Davrières : une danseuse
- Jacques Beauvais : un danseur, un employé chapelier